# Bathygadus
A Bathygadus a sugarasúszójú halak (Actinopterygii) osztályának a tőkehalalakúak (Gadiformes) rendjébe, ezen belül a hosszúfarkú halak (Macrouridae) családjába tartozó nem.

## Rendszerezés
A nembe az alábbi 13 faj tartozik:
- Bathygadus antrodes (Jordan & Starks, 1904)
- Bathygadus bowersi (Gilbert, 1905)
- Bathygadus cottoides Günther, 1878 - típusfaj
- Bathygadus dubiosus Weber, 1913
- Bathygadus entomelas Gilbert & Hubbs, 1920
- Bathygadus favosus Goode & Bean, 1886
- Bathygadus furvescens Alcock, 1894
- Bathygadus garretti Gilbert & Hubbs, 1916
- Bathygadus macrops Goode & Bean, 1885
- Bathygadus melanobranchus Vaillant, 1888
- Bathygadus nipponicus (Jordan & Gilbert, 1904)
- Bathygadus spongiceps Gilbert & Hubbs, 1920
- Bathygadus sulcatus  (Smith & Radcliffe, 1912)